# Tetrix fuliginosa
Tetrix fuliginosa is een rechtvleugelig insect uit de familie doornsprinkhanen (Tetrigidae). De wetenschappelijke naam van deze soort is voor het eerst geldig gepubliceerd in 1828 door Zetterstedt.